# Spalgis signata
Spalgis signata är en fjärilsart som beskrevs av Holland. Spalgis signata ingår i släktet Spalgis och familjen juvelvingar. Inga underarter finns listade i Catalogue of Life.